# Amelia (medycyna)

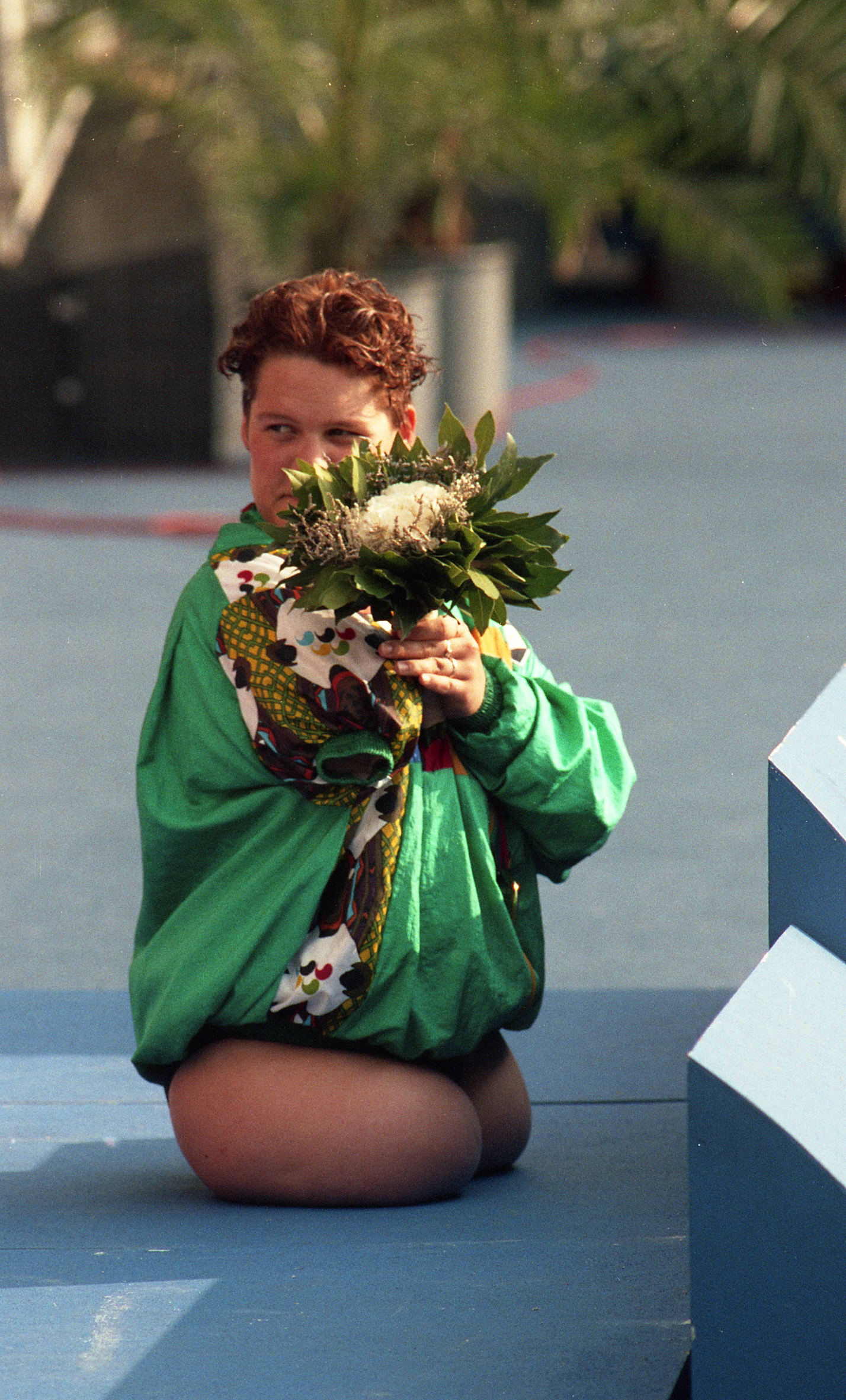
Podwójna amelia nóg (Tracy Barrell podczas Igrzysk Paralimpijskich)

Amelia (łac. amelia, z gr. α = „bez” + μέλος,  μέλεα = „kończyna, kończyny”) – wada wrodzona polegająca na całkowitym braku kończyny lub kończyn. Szczególny przypadek hemimelii poprzecznej.
Może stanowić część zespołu wad wrodzonych lub występować jako wada izolowana, w części przypadków będąca wynikiem działania szkodliwych czynników (teratogenów) na rozwijający się zarodek lub płód.